# پروپاگاندا در ژاپن
در ژاپن، مثل بیشتر کشورهای دیگر، پروپاگاندا پدیده برجسته‌ای در طول قرن بیستم بوده‌است.
فعالیت‌های پروپاگاندا در ژاپن از زمان جنگ روسیه و ژاپن در دهه نخست قرن بیستم مورد بحث قرار گرفته‌اند. فعالیت‌های پروپاگاندا در جنگ دوم چین و ژاپن و جنگ جهانی دوم به اوج خود رسید. دانشوری به نام کویاما ایزو را مسئول توسعه قسمت عمده‌ای از چهارچوب پروپاگاندای ژاپن در آن زمان می‌دانند.
پس از جنگ، برخی فعالیت‌های دولت دموکراتیک ژاپن نیز به‌عنوان نوعی پروپاگاندا مورد بحث قرار گرفته‌اند؛ برای مثال، موارد همکاری میان تهیه‌کنندگان انیمه و نیروهای دفاع‌ازخود ژاپن.